# Dalmaticelle

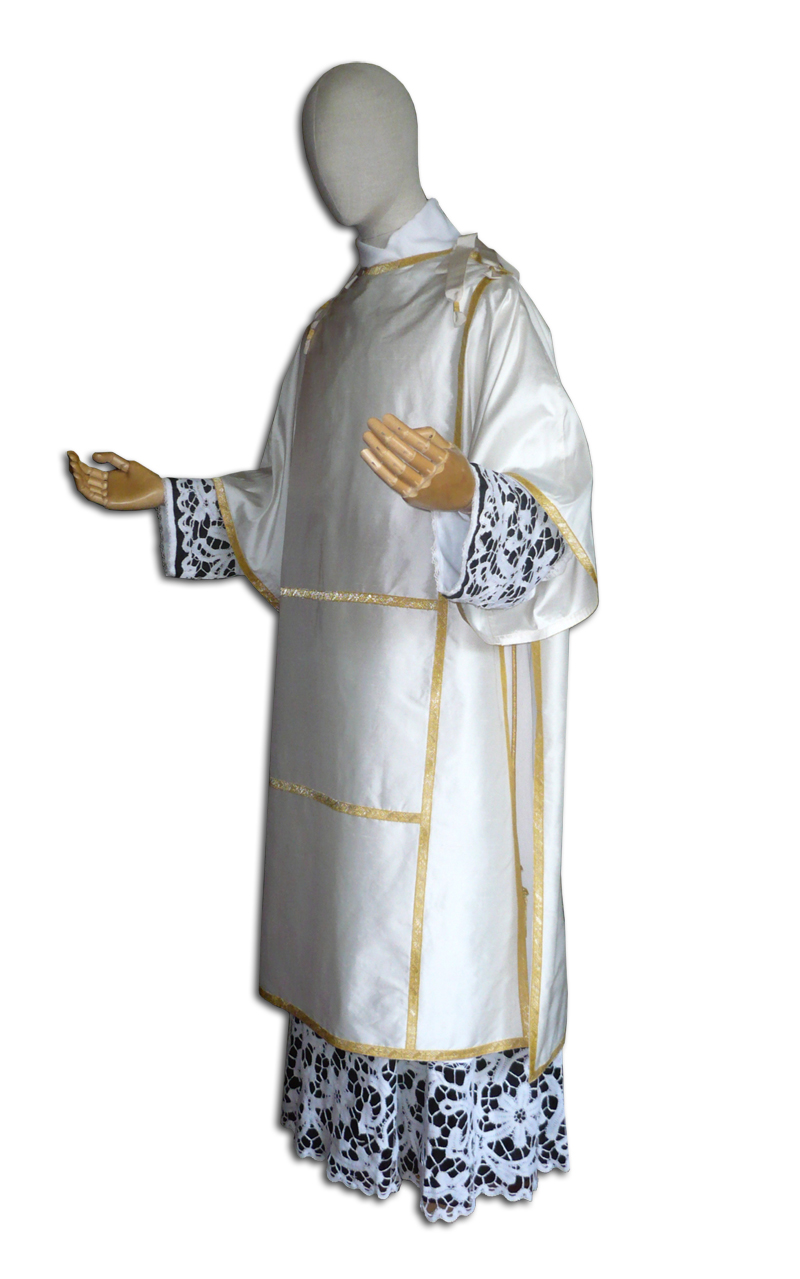
Dalmaticelle blanche

La dalmaticelle est un ornement, utilisé dans la liturgie catholique.
Il s'agit d'un vêtement de forme semblable à celle d'une dalmatique, que les évêques portent sous la chasuble, sur l'aube, lors des messes pontificales. La dalmaticelle est en tissu de soie, plus fin que celui d'une dalmatique, sans doublure et sans ornementation, généralement pourvue de manches courtes, souvent attachée sous les bras et sur les épaules par des cordons à pompons ou par des rubans et ornée de galons étroits. Elle est de la couleur du temps liturgique ou toujours blanche, et, parfois, de la même matière que la chasuble.
Lorsque l'évêque célèbre la messe pontificale, la dalmaticelle est toujours portée sur la tunicelle et sous la chasuble pour signifier que le sacerdoce de l'évêque est le degré suprême du sacrement de l'ordre dont le sous-diaconat (ordre des sous-diacres, dont le vêtement liturgique est la tunique), le diaconat (ordre des diacres dont le vêtement liturgique est la dalmatique), et le sacerdoce presbytéral (ordre des prêtres, dont le vêtement liturgique est la chasuble) étaient considérés au Moyen Âge comme autant de degrés.
Dans le rite romain l'usage de la dalmaticelle n'est plus obligatoire depuis l'Instruction Pontificales Ritus du 21 juin 1968. 
On appelle parfois improprement ces ornements pontificaux - tunicelle et dalmaticelle - du terme générique pluriel de tunicelles.